# Manggis (Tulis)
Manggis is een bestuurslaag in het regentschap Batang van de provincie Midden-Java, Indonesië. Manggis telt 579 inwoners (volkstelling 2010).